# Ján Plachetka
Ján Plachetka (ur. 18 lutego 1945 w Trenczynie) – słowacki szachista i trener szachowy (FIDE Senior Trainer od 2009), arcymistrz od 1978 roku.

## Kariera szachowa
Do roku 1993 należał do szerokiej czołówki szachistów czechosłowackich, trzykrotnie zdobywając medale w mistrzostwach tego kraju: srebrny (1992) oraz dwa brązowe (1973, 1988). W latach 1974–1986 pięciokrotnie wystąpił na szachowych olimpiadach, największy sukces odnosząc w roku 1982 w Lucernie, gdzie szachiści Czechosłowacji zdobyli srebrne medale. Oprócz tego w turniejach olimpijskich dwukrotnie reprezentował Słowację (1994, 2002). Pomiędzy 1970 a 1999 rokiem pięciokrotnie brał również udział w turniejach o drużynowe mistrzostwo Europy (czterokrotnie w barwach Czechosłowacji oraz raz w drużynie słowackiej). W roku 1993 zdobył miejscowości Topoľčianky tytuł mistrza Słowacji.
Do największych sukcesów Plachetki w turniejach międzynarodowych należą: I-II miejsce (wraz z Lotharem Vogtem) w Starým Smokovcu (1972), I m. w Rimavskiej Sobocie (1975), I-II m. (wraz z Jurijem Awerbachem) w Polanicy-Zdroju (1975, memoriał Akiby Rubinsteina), I-III m. w Mariborze (1977), I m. w Trnawie (1979), I m. w Sofii (1979), I-II m. w Starým Smokovcu (1979, ponownie z Lotharem Vogtem), I-III m. w Nowym Sadzie (1983), I-II m. w Paryżu (1989), I-II m. w Ołomuńcu (2002), I m. w Starym Měscie (2004), I-II m. w Lippstadt (2005) oraz I-III m. w Umagu (2006).
Najwyższy ranking w karierze osiągnął 1 stycznia 1980 r., z wynikiem 2480 punktów dzielił wówczas 4-5. miejsce (wspólnie z Vlastimilem Jansą) wśród czechosłowackich szachistów.